# Maniów (Wrocław)
Pour les articles homonymes, voir Maniów.
Maniów est une localité polonaise de la gmina de Mietków, située dans le powiat de Wrocław en voïvodie de Basse-Silésie.